# Лащевська Анна Вікторівна
Анна Вікторівна Лащевська (нар. 20 листопада 2007) — українська гімнастка, чемпіонка Європи серед юніорів .

## Спортивна кар'єра

### 2022
Першим важливим турніром у сезоні був Європейський юнацький олімпійський фестиваль. На ньому Лащевська посіла четверте місце в багатоборстві та на різновисоких брусах, а також п'яте місце разом з командою. Гімнастка успішно виступила у вправах на колоді, здобувши срібну медаль, а також зуміла виграти бронзу у змішаній команді з Радомиром Стельмахом.
На чемпіонаті Європи серед юніорок посіла п'яте місце у багатоборстві а також вийшла у два фінали на снарядах. У вправах на колоді їй вдалося стати чемпіонкою, а у вільних вправах посіла восьме місце

### 2023
З сезону 2023 року почала виступати на дорослому рівні. 3 березня, на Кубка світу в Досі, зуміла виграти золоту медаль у вправах на різновисоких брусах, а у фіналі вправ на колоді стала другою. Через тиждень, на етапі Кубка світу в Баку, виграла бронзову медаль у вправах на колоді.
Дебютний чемпіонат Європи для спортсменки склався невдало. Гімнастка посіла 32-ге місце у  кваліфікації багатоборства, грубо помилившись на своєму найсильнішому виді, колоді. Збірна України посіла лише 16-те місце та не зуміла кваліфікуватися командою на чемпіонат світу, а Лащевська отримала особисту ліцензію на ці змагання. 
На етапах Кубка світового виклику Мерсіні та Сомбатхеї виграла три золоті медалі: дві у вправах на колоді та одну на різновисоких брусах.
На чемпіонаті світу, який відбувся в Антверпені змагалася в особистому багатоборстві, де за підсумками кваліфікації посіла 38-ме місце. Цього результату було достатньо для отримання особистої ліцензії на Олімпійські ігри в Парижі.

## Результати на турнірах
| Рік                | Змагання                                     | КБ | ІБ | Опорний стрибок | Різновисокі бруси | Колода | Вільні вправи | Посилання |
| ------------------ | -------------------------------------------- | -- | -- | --------------- | ----------------- | ------ | ------------- | --------- |
| Юніорські змагання |                                              |    |    |                 |                   |        |               |           |
| 2022               | Європейський юнацький олімпійський фестиваль | 5  | 4  |                 | 4                 | 2      | 16            |           |
| 2022               | Чемпіонат Європи                             |    | 5  |                 | 21                | 1      | 8             |           |
| Дорослі змагання   |                                              |    |    |                 |                   |        |               |           |
| 2023               | Кубок світу в Котбусі                        |    |    |                 | 10                | 21     |               |           |
| 2023               | Кубок світу в Досі                           |    |    |                 | 1                 | 2      |               |           |
| 2023               | Кубок світу в Баку                           |    |    |                 | 11                | 3      |               | [ 8 ]     |
| 2023               | Чемпіонат Європи                             | 16 | 32 |                 | 32                | 53     | 48            |           |
| 2023               | Кубок світу в Каїрі                          |    |    |                 | 18                | 24     | 24            |           |
| 2023               | Кубок виклику в Мерсіні                      |    |    |                 | 1                 | 1      | 11            |           |
| 2023               | Кубок виклику в Сомбатхеї                    |    |    |                 | 8                 | 1      |               |           |
| 2023               | Чемпіонат світу                              |    | 38 |                 | 35                | 31     | 112           |           |
| 2024               | Кубок виклику в Осієці                       |    |    |                 | 3                 | 1      | DNS           |           |
| 2024               | Кубок світу в Досі                           |    |    |                 | 6                 | 1      |               |           |
| 2024               | Чемпіонат Європи                             | 12 |    |                 | 35                | 87     |               |           |
| 2024               | Кубок виклику в Копері                       |    |    |                 | 4                 | 2      | 13            |           |
| 2024               | Олімпійські ігри                             |    | 49 |                 | 46                | 65     | 48            |           |